# Genkō bōrui

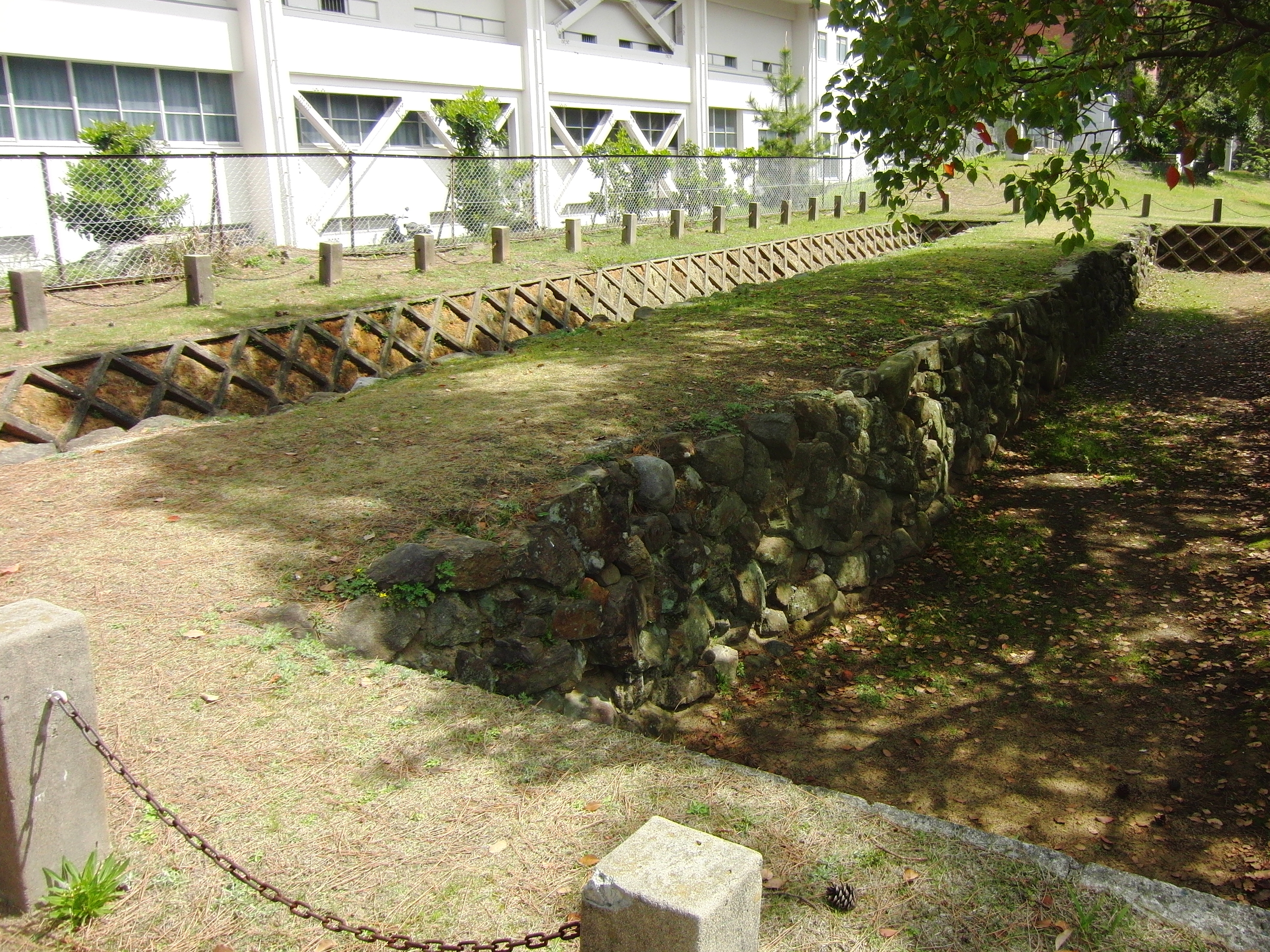
Partie du mur de défense en pierre (Genkō bōrui) à Nishijin, près de l'université Seinan.

Le Genkō bōrui (元寇防塁) est une muraille défensive en pierre de 20 km de long, construite le long de la baie de Hakata au Japon en anticipation d'une attaque des forces mongoles de la dynastie Yuan après la première attaque de 1274.
La deuxième attaque de 1281 est contrecarrée par un typhon, ou kamikaze (« vent divin »), et les Mongols sont contraints à la retraite. Au cours de l'époque d'Edo, certaines pierres sont réutilisées pour la construction de château de Fukuoka, bien que la muraille reste intacte en plusieurs points le long de la baie de Hakata. Elle est à l'origine appelée Ishitsuiji (石筑地). Le Genkō bōrui est désigné lieu historique national le 30 mars 1931.

## Histoire
Les invasions mongoles du Japon 元寇 (Genkō) de 1274 et 1281 constituent de grands efforts militaires menés par Kublai Khan à la conquête du Japon. Après l'échec de la première invasion, le shogunat de Kamakura (bakufu) lance une série de projets en 1275 pour se préparer à la prochaine invasion, qui lui paraît imminente.
En plus d'améliorer l'organisation des samouraïs de Kyūshū, le shogunat ordonne la construction d'un grand mur de pierre et d'autres structures défensives en de nombreux points de débarquement potentiels, dont la baie de Hakata. Un mur de défense est planifié et une taxe est prélevée sur les samouraïs, les temples et sanctuaires, d'un montant de 3,3 cm de pierre de construction par champ de riz équivalent à un koku de riz. La construction commence en mars 1276. La date prévue d'achèvement de la majeure partie de la muraille est en août de la même année, mais la date limite diffère selon l'importance stratégique de tel et tel endroit. La construction du mur de défense est assurée par les différentes provinces de Kyūshū. Ces provinces continuent l'entretien du mur jusqu'à la première partie de l'époque de Muromachi, mais dans la seconde moitié du XIVe siècle, il tombe en ruine.  
Une partie du Genkō bōrui est achevée avant la seconde invasion et empêche l'ennemi d'aborder immédiatement. Les envahisseurs sont obligés d'ancrer leurs navires dans l'île de Shikanoshima. Des combats ont lieu sur plusieurs mois entre plusieurs milliers de combattants semblablement égaux. Takezaki Suenaga de la province de Higo se joint aux combats et fait dessiner par des artistes des rouleaux relatifs à la bataille de Kōan. Cette deuxième attaque de 1281 est finalement contrecarrée par un typhon, ou kamikaze (« vent divin »), et les Mongols sont forcés de se retirer.
Le système de défense continue d'être entretenu et reste intact jusqu'en 1332. Au cours de l'époque d'Edo, la plupart des pierres sont utilisées pour la construction du château de Fukuoka. Le Genkō bōrui est désigné lieu historique national le 30 mars 1931.

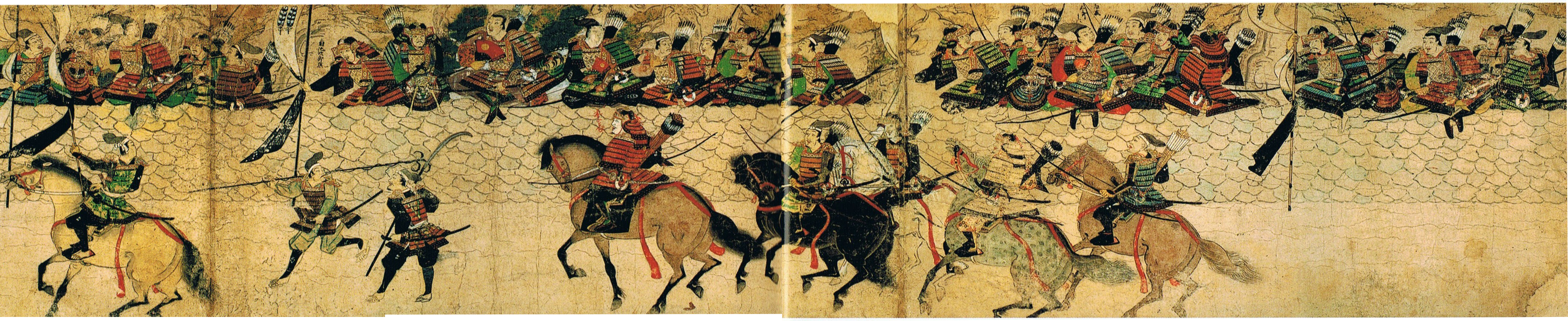
Rouleau peint représentant une petite portion du Genkō bōrui à Ikino Matsubara.

## Taxation et transformation
Dans un premier temps, les soldats prêts au combat sont exemptés de l'imposition, mais cette politique est rapidement abandonnée et chaque province de Kyūshū est imposée. La taxe est habituellement de 1 sun (3,3 cm) de longueur du mur pour 1 tan de champ de riz, les armes étant un bouclier, un drapeau et 20 flèches pour 1 jō (3 m) du mur en pierre. La taxe se paie en nature sous la forme d'hommes qui construisent le mur et d'armes, mais plus tard, la taxe est payée en argent ; 114 mon pour un cho de champ de riz est la norme. L'imposition est maintenue jusqu'à la première partie du bakufu de Muromachi.

## Structure
Le Genkō bōrui fait généralement 2 m de haut et 2 m de large. L'extrémité ouest se trouve à Imazu, Nishiku, dans l'actuelle préfecture de Fukuoka et l'extrémité orientale à Kashii, Higashiku, Fukuoka, le tout sur une longueur d'environ 20 km. La muraille est remplie de petites pierres à l'intérieur, la pente du côté de la mer est raide tandis que du côté de la ville elle est[Quoi ?]. Des boucliers et des drapeaux sont installés sur le Genkō bōrui et des pieux sont plantés dans la mer à intervalles irréguliers.

## Étymologie
Dans les articles du Fukuoka Nichi Nichi Shimbun (Fukuoka Daily Newspaper) parus entre les 12 et 29 juin 1913, l'archéologue Heijiro Nakayama est le premier à employer les mots « Genkō bōrui » pour désigner les « structures de défense contre l'invasion mongole » et il oppose cette muraille aux classiques défenses en pierres par son altitude élevée et sa conception comme digue de sable couverte de pierres, structure qui bloquera efficacement une tentative d'invasion.

## Fouilles archéologiques
Le Genkō bōrui a été fouillé aux endroits indiqués ci-dessous. Tous les sites se trouvent le long de la baie de Hakata, au sein de la ville de Fukuoka.
En 1958, des ossements humains correspondant à 200 corps sont retrouvés dans Imazu près de la structure défensive, avec des céramiques considérées comme ayant été utilisées par ceux qui avaient été rassemblés pour la construction du mur.
| Année | Emplacement                                    | Remarques |
| ----- | ---------------------------------------------- | --- |
| 1968  | Ikino Matsubara près de la gare de Meinohama   | Utilisation de grès et de granit confirmée.                                                                         |
| 1969  | Imazu près de la gare de Shimoyamato           | Du basalte et du granit ont été utilisés, de façon différente selon les endroits.                                   |
| 1970  | Nishijin près du centre de l'université Seinan | Argile et sable en couches alternées.                                                                               |
| 1978  | Gare de Meinohama                              | Remplissage de pierres; pas d'argile. Largeur de 4 m.                                                               |
| 1993  | Près du Hakozaki-gū                            | Peu de pierres découvertes lors de la construction d'un chemin de fer. Rien de valeur n'est trouvé.                 |
| 1996  | Momochi près du Fukuoka Dome                   | Des pierres éparses sont trouvées et étudiées lors de la construction d'un immeuble d'appartements.                 |
| 1998  | Ikino Matsubara près de la gare de Meinohama   | L'arrière se compose de couches de sable et d'argile de rechange.                                                   |
| 1998  | Nishijin                                       | À l'intérieur d'un bâtiment de l'université Seinan, découverte de clôtures apparentes de pierre et de sable.        |
| 2000  | Près du Hakozaki-gū                            | La construction d'un chemins de fer conduit à la découverte et à l'investigation d'une autre partie de la muraille. |

## Source de la traduction
- (en) Cet article est partiellement ou en totalité issu de l’article de Wikipédia en anglais intitulé « Genko Borui » (voir la liste des auteurs).